# Collospermum hastatum
Collospermum hastatum là một loài thực vật có hoa trong họ Asteliaceae. Loài này được (Colenso) Skottsb. mô tả khoa học đầu tiên năm 1934.

## Hình ảnh

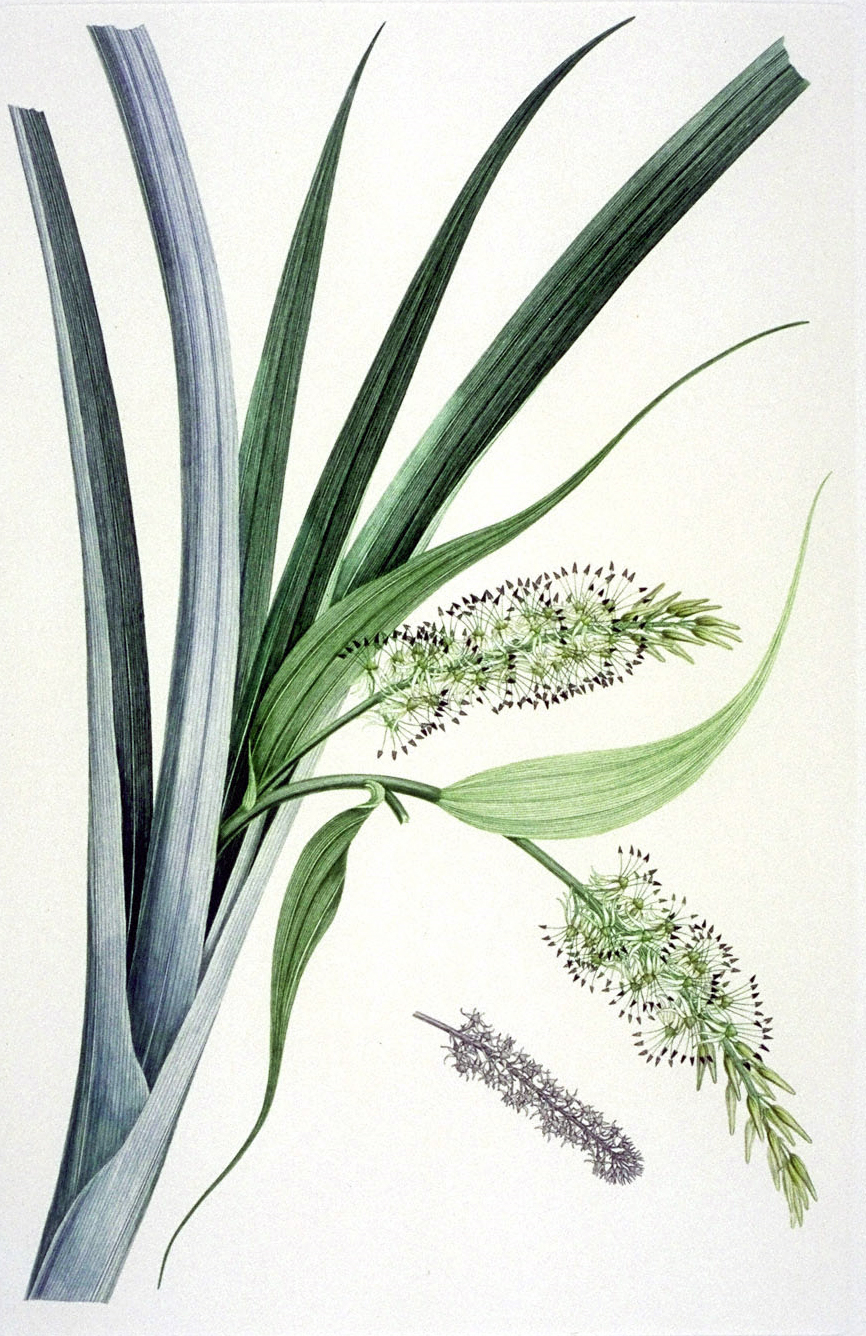
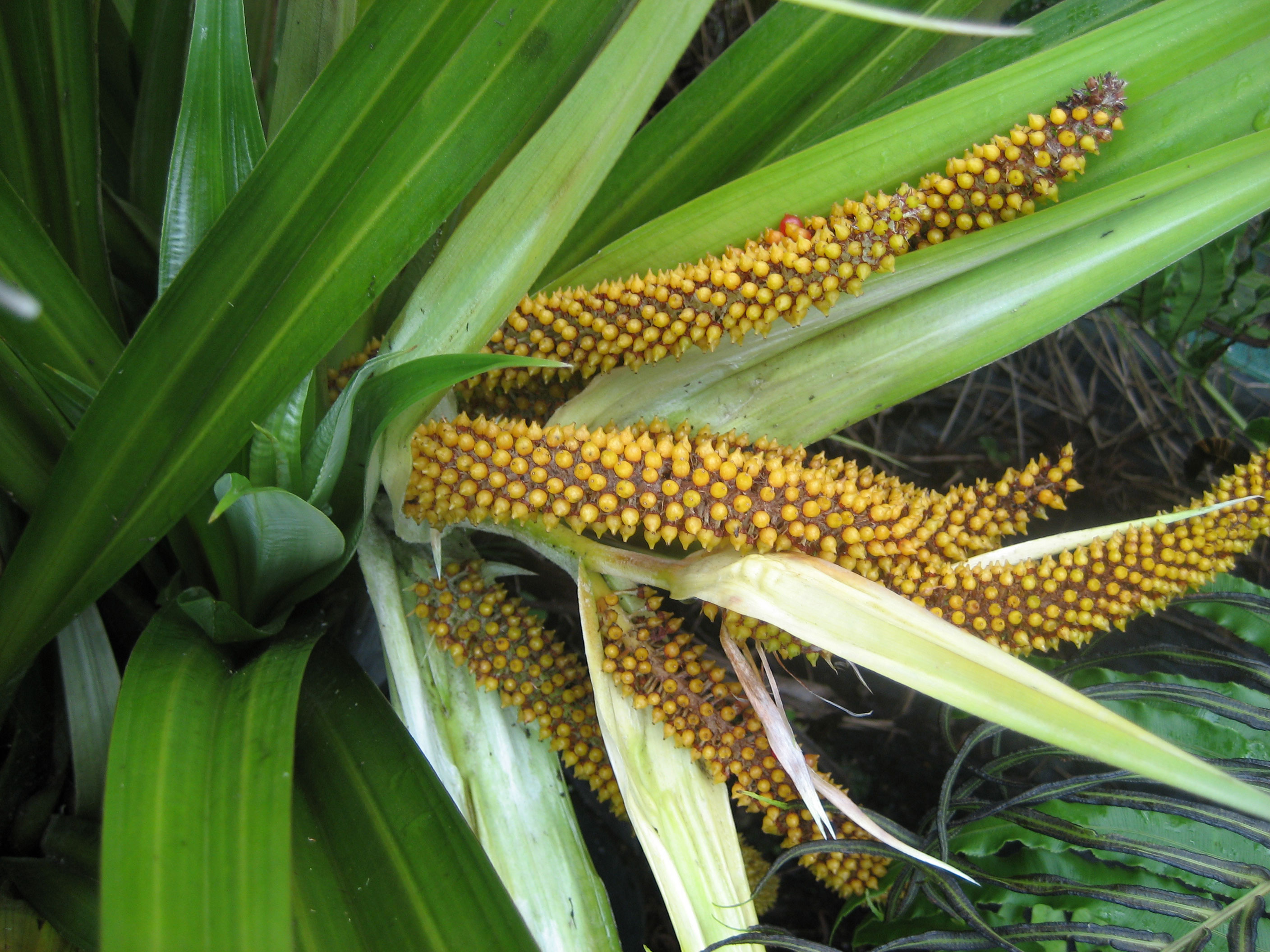